# Luceoli
(P. Dalechamp)
Luceoli è un'antica città umbra, divenuta successivamente romana, situata ai piedi del monte Catria tra i Monti Luceolani, oggi Appennino umbro-marchigiano. 
È identificata dagli storici con l'attuale centro abitato di Pontericciòli, nel territorio comunale di Cantiano.
Le notizie riguardanti l'antica Luceoli non sono molte; ebbe particolare importanza durante il periodo bizantino. Era una delle città protette nel corridoio che univa l'Esarcato di Ravenna con Roma. È interessante la continuità dell'insediamento umano nella zona, dove infatti furono trovate importanti tracce dell'era neolitica e dove passava l'antica via Flaminia.

## Storia
Luceoli fu fondata dagli Umbri, popolo italico che si ritiene giunto in Italia nel II millennio a.C.
Dopo la dominazione di Ikuvium (dal X al IV secolo a.C.) che era città umbra, fu certamente conquistata, con il territorio oggi costituente le Marche, dai Romani nel corso del IV e III secolo a.C.
Grazie all'importanza e allo sviluppo della via consolare Flaminia dalla quale era attraversata, Luceoli divenne nel I secolo a.C. municipio romano.
Nei primi secoli dell'era volgare sembra avesse una notevole consistenza ed assunse pertanto particolare importanza divenendo caposaldo del Corridoio bizantino. Pare infatti sia stata per qualche secolo Civitas e Sede episcopale autonoma. La prima attestazione dell'esistenza di Luceoli si ha nel Liber Pontificalis, nel quale si narra che all'inizio del pontificato di san Gregorio Magno (circa l'anno 592) l'esarca Romano tornando da Roma sulla via di Ravenna riconquistò alcune città della Pentapoli che erano state occupate qualche anno prima dai Longobardi, tra cui Luciolis.  Invero, come narra Paolo Diacono, nel 620 durante il regno di Eraclio, vi venne ucciso l'esarca Eleuterio che, ribellatosi al legittimo imperatore, era diretto a Roma per farsi incoronare imperatore d'Occidente dal Papa. 
Fu distrutta: chi dice nel VI secolo dai bizantini di Narsete, perché aveva parteggiato per gli Ostrogoti di Totila nella guerra greco-gotica, chi dice dai Longobardi nel VII secolo o alla fine del VI.
In realtà, trovandola ripetutamente citata nei secoli successivi, si ritiene che la città subì diverse distruzioni e relative ricostruzioni. Restaurata dunque dopo la distruzione bizantina e quella longobarda, venne definitivamente cancellata nel 1137 dall'imperatore Lotario II che, disceso in Italia con un forte esercito, sottomise e distrusse le città italiane ribelli fra cui Luceoli. I superstiti Luceolani, guidati dal nobile Theano, trovarono scampo nella montagnola fortificata precedentemente dai Gabrielli - antica famiglia feudale eugubina - e posta a nord della città, dando così origine all'odierna Cantiano.
Il suo  vasto territorio fu unito allora a quello di Gubbio e la sua diocesi si estinse a beneficio della vicina sede episcopale eugubina. Dalle carte presenti negli archivi di Fonte Avellana si evince che, al momento della sua fondazione (anno 980 circa), l'eremo predetto era ascritto nel territorio di Luceoli.
Nel corso del X secolo, il feudo di Luceoli fu donato dal papa Stefano VII a Cante Gabrielli, protospatario di Alberico II di Spoleto, come ricompensa per averlo liberato dall'oppressione di Ugo d'Arles; la città fu così ribattezzata Cantiano (da Cante). Luceoli fu poi confermata ai Gabrielli anche dall'Imperatore Ottone I di Sassonia, divenendo così definitivamente loro possedimento feudale.  
Luceoli diede i natali a san Domenico Loricato (995 - 1060), monaco ed eremita di Fonte Avellana, come ci tramanda San Pier Damiani che ne scrisse la vita.
Fino al 1850 erano visibili le rovine presso il ponte Rizzòli o Ricciòli (da Pons Luceoli) alla distanza di circa tre chilometri da Cantiano e le rovine di un antico tempio dedicato a Giove.